# Thaddeus Young
Pour les articles homonymes, voir Young.
Thaddeus Charles Young, né le 21 juin 1988 à La Nouvelle-Orléans en Louisiane, est un joueur américain de basket-ball évoluant au poste d'ailier fort. Il mesure 2,00 m.

## Biographie

### Carrière universitaire
En 2006-2007, il joue une année pour l'université de Georgia Tech, aux côtés notamment de Javaris Crittenton et Anthony Morrow. Durant son année de « freshman » (première année), Young s'impose comme l'ailier titulaire et termine avec de bonnes statistiques pour un joueur effectuant sa première année en NCAA, 14,4 points, 4,9 rebonds et 2,2 passes par match. Conscient de son excellente première année, il s'inscrit alors à la Draft 2007 de la NBA.

### Carrière professionnelle

#### 76ers de Philadelphie (2007-2014)
Le 28 juin 2007, il est drafté en 12e position par les 76ers de Philadelphie. C'est un ailier très athlétique, capable de réaliser des dunks spectaculaires. Il est fort apprécié des fans des Sixers, pour son engagement et sa bonne humeur. Lors de la saison 2008-2009 il progresse énormément au nombre de points.

#### Timberwolves du Minnesota (Août 2014-Février 2015)
Le 23 août 2014, Young fait partie d'un échange entre les Cavaliers de Cleveland, les 76ers et les Timberwolves du Minnesota. Il part aux Timberwolves avec Anthony Bennett et Andrew Wiggins tandis que Kevin Love arrive à Cleveland et Luc Mbah a Moute et Alexeï Chved arrivent à Philadelphie.

#### Nets de Brooklyn (Février 2015-2016)
Le 19 février 2015, peu de temps avant la reprise de la NBA, Thaddeus Young est transféré aux Nets de Brooklyn à la suite d'un accord entre les Nets et les Timberwolves du Minnesota pour un échange Thaddeus Young/Kevin Garnett. Young bénéficiera du numéro 30 dans sa nouvelle équipe.
Le 1er juillet 2015, il reste aux Nets avec qui il signe un contrat de 50 000 000$ sur 4 ans.

#### Pacers de l'Indiana (2016-2019)
Le 7 juillet 2016, Young est envoyé aux Pacers de l'Indiana contre 2 tours de draft.

#### Bulls de Chicago (2019-2021)
Le 1er juillet 2019, il s'engage pour trois saisons avec les Bulls de Chicago.

#### Spurs de San Antonio (2021-février 2022)
En août 2021, en marge du sign-and-trade de DeMar DeRozan aux Bulls de Chicago, Thaddeus Young est envoyé chez les Spurs de San Antonio.

#### Raptors de Toronto (février 2022-février 2024)
En février 2022, il est échangé aux Raptors de Toronto avec Drew Eubanks contre Goran Dragić.
En février 2024, avec Dennis Schröder, il est transféré aux Nets de Brooklyn contre Spencer Dinwiddie. Il est coupé dans la foulée.

#### Suns de Phoenix (février-avril 2024)
Le 13 février 2024, il s'engage avec les Suns de Phoenix jusqu'à la fin de saison.

## Statistiques

### Universitaires
| Saison    | Équipe       | Matchs | Titul. | Min./m | % Tir | % 3pts | % LF | Rbds/m. | Pass/m. | Int/m. | Ctr/m. | Pts/m. |
| --------- | ------------ | ------ | ------ | ------ | ----- | ------ | ---- | ------- | ------- | ------ | ------ | ------ |
| 2007–2008 | Georgia Tech | 31     | 31     | 29,6   | 47,8  | 41,9   | 74,3 | 4,87    | 2,03    | 1,26   | 0,39   | 14,35  |
| Total     | Total        | 31     | 31     | 29,6   | 47,8  | 41,9   | 74,3 | 4,87    | 2,03    | 1,26   | 0,39   | 14,35  |

### Professionnelles

#### Saison régulière
| Saison     | Équipe       | Matchs | Titul. | Min./m | % Tir | % 3pts | % LF | Rbds/m. | Pass/m. | Int/m. | Ctr/m. | Pts/m. |
| ---------- | ------------ | ------ | ------ | ------ | ----- | ------ | ---- | ------- | ------- | ------ | ------ | ------ |
| 2007–2008  | Philadelphie | 74     | 22     | 21,0   | 53,9  | 31,6   | 73,8 | 4,22    | 0,78    | 0,99   | 0,11   | 8,24   |
| 2008–2009  | Philadelphie | 75     | 71     | 34,4   | 49,5  | 34,1   | 73,5 | 5,03    | 1,15    | 1,33   | 0,31   | 15,27  |
| 2009–2010  | Philadelphie | 67     | 45     | 32,0   | 47,0  | 34,8   | 69,1 | 5,22    | 1,45    | 1,21   | 0,22   | 13,82  |
| 2010–2011  | Philadelphie | 82     | 1      | 26,0   | 54,1  | 27,3   | 70,7 | 5,29    | 1,00    | 1,10   | 0,32   | 12,74  |
| 2011–2012* | Philadelphie | 63     | 1      | 27,9   | 50,7  | 25,0   | 77,1 | 5,16    | 1,17    | 1,02   | 0,65   | 12,83  |
| 2012–2013  | Philadelphie | 76     | 76     | 34,6   | 53,1  | 12,5   | 57,4 | 7,51    | 1,64    | 1,75   | 0,72   | 14,83  |
| 2013–2014  | Philadelphie | 79     | 78     | 34,4   | 45,4  | 30,8   | 71,2 | 6,03    | 2,30    | 2,11   | 0,46   | 17,94  |
| 2014–2015  | Minnesota    | 48     | 48     | 33,4   | 45,1  | 29,2   | 68,2 | 5,10    | 2,81    | 1,79   | 0,35   | 14,27  |
| 2014–2015  | Brooklyn     | 28     | 20     | 29,6   | 49,5  | 38,0   | 60,6 | 5,93    | 1,36    | 1,36   | 0,29   | 13,79  |
| 2015–2016  | Brooklyn     | 73     | 73     | 33,0   | 51,4  | 23,3   | 64,4 | 9,04    | 1,85    | 1,53   | 0,51   | 15,10  |
| 2016–2017  | Indiana      | 74     | 74     | 30,2   | 52,7  | 38,1   | 52,3 | 6,05    | 1,65    | 1,53   | 0,39   | 11,00  |
| 2017–2018  | Indiana      | 81     | 81     | 32,2   | 48,7  | 32,0   | 59,8 | 6,32    | 1,88    | 1,67   | 0,44   | 11,79  |
| 2018–2019  | Indiana      | 81     | 81     | 30,7   | 52,7  | 34,9   | 64,4 | 6,46    | 2,52    | 1,52   | 0,44   | 12,64  |
| 2019–2020  | Chicago      | 64     | 16     | 24,9   | 44,8  | 35,6   | 58,3 | 4,92    | 1,83    | 1,44   | 0,36   | 10,30  |
| 2020–2021  | Chicago      | 68     | 23     | 24,3   | 55,9  | 26,7   | 62,8 | 6,22    | 4,28    | 1,09   | 0,59   | 12,10  |
| 2021–2022  | San Antonio  | 26     | 1      | 14,3   | 57,8  | 0,0    | 45,5 | 3,58    | 2,27    | 0,88   | 0,27   | 6,08   |
| 2021–2022  | Toronto      | 26     | 0      | 18,3   | 46,5  | 39,5   | 48,1 | 4,42    | 1,73    | 1,19   | 0,42   | 6,31   |
| 2022–2023  | Toronto      | 54     | 9      | 14,7   | 54,5  | 17,6   | 69,2 | 3,07    | 1,39    | 1,00   | 0,09   | 4,44   |
| Total      | Total        | 1139   | 720    | 28,6   | 50,3  | 32,8   | 66,3 | 5,72    | 1,82    | 1,40   | 0,40   | 12,37  |

Note: * Cette saison a été réduite de 82 à 66 matchs en raison du Lock out.

Dernière modification le 21 mai 2023

#### Playoffs NBA
| Saison | Équipe       | Matchs | Titul. | Min./m | % Tir | % 3pts | % LF | Rbds/m. | Pass/m. | Int/m. | Ctr/m. | Pts/m. |
| ------ | ------------ | ------ | ------ | ------ | ----- | ------ | ---- | ------- | ------- | ------ | ------ | ------ |
| 2008   | Philadelphie | 6      | 6      | 26,7   | 48,0  | 20,0   | 85,7 | 4,50    | 0,67    | 1,17   | 0,00   | 10,17  |
| 2009   | Philadelphie | 6      | 6      | 38,2   | 44,9  | 41,7   | 83,3 | 4,50    | 1,33    | 1,00   | 0,17   | 12,00  |
| 2011   | Philadelphie | 5      | 0      | 25,4   | 41,7  | 0,0    | 58,3 | 5,80    | 0,80    | 0,80   | 0,20   | 11,40  |
| 2012   | Philadelphie | 13     | 0      | 21,3   | 42,9  | 0,0    | 71,0 | 5,23    | 1,15    | 0,54   | 0,54   | 7,69   |
| 2015   | Brooklyn     | 6      | 6      | 31,7   | 43,9  | 0,0    | 41,7 | 7,17    | 2,67    | 0,83   | 0,17   | 10,50  |
| 2017   | Indiana      | 4      | 4      | 35,0   | 53,8  | 25,0   | 50,0 | 9,00    | 2,50    | 2,00   | 0,25   | 12,00  |
| 2018   | Indiana      | 7      | 7      | 33,8   | 60,0  | 28,6   | 38,5 | 7,71    | 1,43    | 1,71   | 0,86   | 11,29  |
| 2019   | Indiana      | 4      | 4      | 32,6   | 42,9  | 25,0   | 57,1 | 7,00    | 3,75    | 2,75   | 0,75   | 10,50  |
| 2022   | Toronto      | 6      | 0      | 14,5   | 50,0  | 14,3   | 25,0 | 3,00    | 1,67    | 0,83   | 0,17   | 3,33   |
| Total  | Total        | 57     | 33     | 27,7   | 46,8  | 25,0   | 60,6 | 5,79    | 1,61    | 1,14   | 0,37   | 9,51   |

Dernière modification le 16 juin 2022

## Records sur une rencontre en NBA
Les records personnels de Thaddeus Young en NBA sont les suivants, :
| Type de statistique        | Saison régulière | Saison régulière          | Saison régulière | Playoffs | Playoffs                 | Playoffs      |
| Type de statistique        | Record           | Adversaire                | Date             | Record   | Adversaire               | Date          |
| -------------------------- | ---------------- | ------------------------- | ---------------- | -------- | ------------------------ | ------------- |
| Points                     | 32               | @ Raptors de Toronto      | 7 mars 2010      | 22       | Celtics de Boston        | 16 mai 2012   |
| Paniers marqués            | 14               | 5 fois                    | 5 fois           | 10       | Celtics de Boston        | 16 mai 2012   |
| Paniers tentés             | 31               | Pacers de l'Indiana       | 14 mars 2014     | 20       | 2 fois                   | 2 fois        |
| Paniers à 3 points réussis | 6                | Trail Blazers de Portland | 10 décembre 2016 | 3        | Magic d'Orlando          | 26 avril 2009 |
| Paniers à 3 points tentés  | 9                | Knicks de New York        | 21 mars 2014     | 5        | @ Celtics de Boston      | 17 avril 2019 |
| Lancers francs réussis     | 11               | Timberwolves du Minnesota | 25 mars 2009     | 4        | 5 fois                   | 5 fois        |
| Lancers francs tentés      | 14               | Timberwolves du Minnesota | 25 mars 2009     | 6        | 3 fois                   | 3 fois        |
| Rebonds offensifs          | 8                | 5 fois                    | 5 fois           | 10       | Cavaliers de Cleveland   | 20 avril 2017 |
| Rebonds défensifs          | 13               | Kings de Sacramento       | 5 février 2016   | 12       | Cavaliers de Cleveland   | 22 avril 2018 |
| Rebonds totaux             | 16               | 2 fois                    | 2 fois           | 16       | Cavaliers de Cleveland   | 22 avril 2018 |
| Passes décisives           | 11               | Trail Blazers de Portland | 30 janvier 2021  | 6        | 2 fois                   | 2 fois        |
| Interceptions              | 8                | Thunder d'Oklahoma City   | 25 janvier 2014  | 6        | @ Cavaliers de Cleveland | 17 avril 2017 |
| Contres                    | 4                | 5 fois                    | 5 fois           | 2        | 3 fois                   | 3 fois        |
| Balles perdues             | 6                | 7 fois                    | 7 fois           | 4        | 3 fois                   | 3 fois        |
| Minutes jouées             | 53               | Bucks de Milwaukee        | 20 mars 2015     | 43       | Magic d'Orlando          | 26 avril 2009 |

- Double-double : 116 (dont 7 en playoffs)
- Triple-double : 0

Dernière mise à jour : 16 août 2022

## Pour approfondir